# Земной прилив
Земной прилив (англ. earth tide) — колебание тела Земли (смещение уровенной поверхности) под действием приливных сил, обусловленных гравитацией Луны и Солнца. Амплитуда смещения около 0,5 метра. Самые значительные периодические составляющие земных приливов — полусуточные, но присутствуют также суточные, полугодовые и двухнедельные колебания.

## Сила, вызывающая прилив

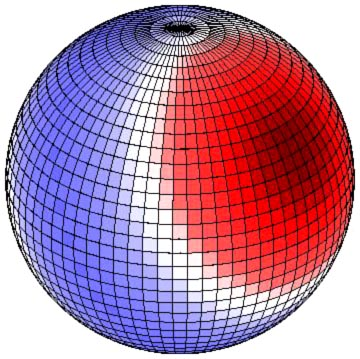
Сила, вызывающая земной прилив: Луна над 30° с. ш.

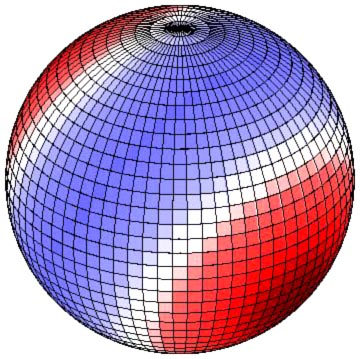
Сила, вызывающая земной прилив: Луна над 30° ю. ш.

Большая из периодических гравитационных сил исходит от Луны. На рисунках изображена приливная сила, создаваемая Луной, для случая, когда Луна находится точно над 30° с. ш. (на рисунке справа), или 30° ю. ш. (на рисунке слева. Красным цветом показана сила, направленная вверх (от центра Земли), синим цветом — направленная вниз (к центру Земли). На каждой картинке одна красная область находится под Луной, другая от в противоположной точке. Если, например, в данный момент времени Луна находится прямо над 30° с. ш. (правый рисунок), 90° з. д., то центр одной красной области находится на 30° с. ш., 90° з. д. (под Луной), центр второй красной области на 30° ю. ш., 90° в. д. (в противоположной от Луны точке), а синеватой полоса является большим кругом, равноудалённым от этих точек. В результате вращения Земли на 30° широты пик силы возникает один раз в сутки, что дает суточный период колебаний силы. На экваторе же возникновение двух равных пиков (и двух впадин) силы соответствует полусуточному периоду колебаний.

## Земной прилив
Земной прилив охватывает все тело Земли, и ему не мешают тонкая кора и массивы суши на поверхности в масштабах, которые делают несущественной жесткость горных пород. Хотя гравитационная сила, вызывающая земные и океанские приливы одинакова, её действие на твёрдую землю и на океанскую воду различна. Океанические приливы являются следствием резонанса одних и тех же движущих сил с периодическими движениями воды в Мировом океане, накопленными за много дней, так что их амплитуда изменяются на коротких расстояниях всего в несколько сотен километров. В то же время периоды собственных колебаний Земли несоразмерны астрономическим временам, поэтому высота земного прилива обусловлена только действующими в данный момента силами.
Компоненты прилива с периодом около двенадцати часов имеют лунную амплитуду (разность высот выпуклости/впадины земной поверхности), которая чуть более чем в два раза превышает высоту солнечных амплитуд, как показано в таблице ниже. Полусуточный прилив (один максимум каждые 12 или около того часов) преимущественно лунный и вызывает секторальные деформации. Суточный прилив лунно-солнечный и вызывает тессеральные деформации.

### Приливные составляющие
Основные составляющие прилива. Амплитуды могут отличаться от перечисленных в пределах нескольких процентов.
| Полусуточный                 |             |                             |                               |
| Приливная составляющая       | Период      | Вертикальная амплитуда (мм) | Горизонтальная амплитуда (мм) |
| М 2                          | 12,421 ч    | 384,83                      | 53,84                         |
| S 2 (солнечная полусуточная) | 12.000 ч    | 179,05                      | 25.05                         |
| N 2                          | 12,658 ч    | 73,69                       | 10.31                         |
| К 2                          | 11,967 ч    | 48,72                       | 6,82                          |
| Дневной                      |             |                             |                               |
| Приливная составляющая       | Период      | Вертикальная амплитуда (мм) | Горизонтальная амплитуда (мм) |
| К 1                          | 23,934 ч    | 191,78                      | 32.01                         |
| О 1                          | 25,819 ч    | 158,11                      | 22.05                         |
| Р 1                          | 24,066 ч    | 70,88                       | 10.36                         |
| ф 1                          | 23,804 ч    | 3,44                        | 0,43                          |
| ψ 1                          | 23,869 ч    | 2,72                        | 0,21                          |
| S 1 (солнечно-суточный)      | 24.000 ч    | 1,65                        | 0,25                          |
| Долгосрочный                 |             |                             |                               |
| Приливная составляющая       | Период      | Вертикальная амплитуда (мм) | Горизонтальная амплитуда (мм) |
| М ф                          | 13 661 дней | 40,36                       | 5,59                          |
| М м (лунный месяц)           | 27 555 дней | 21.33                       | 2,96                          |
| S sa (солнечное полугодие)   | 0,50000 лет | 18,79                       | 2,60                          |
| Лунный узел                  | 18 613 лет  | 16,92                       | 2,34                          |
| S a (солнечный годовой)      | 1.0000 лет  | 2,97                        | 0,41                          |

## Следствия земных приливов
Высокоточные данные о земных приливах были получены с помощью криогенных гравиметров, а также радиоинтерферометров со сверхдлинной базой. Вулканологи используют регулярные, предсказуемые движения земных приливов для калибровки и тестирования чувствительных инструментов мониторинга деформации вулканов. Приливы также могут вызывать вулканические явления.
Амплитуду земных приливов важно учитывать в глобальной системе позиционирования, и в измерениях спутниковой лазерной локации. Земные приливы также необходимо учитывать в случае некоторых экспериментов по физике элементарных частиц, например, в ЦЕРН или Национальной ускорительной лаборатории SLAC очень большие ускорители частиц были спроектированы с учетом земных приливов для правильной работы.
Приливы в планетах и лунах, а также у двойных звезд и двойных астероидов играют ключевую роль в их динамике. Например, из-за приливного колебания Луна попадает в спин-орбитальный резонанс 1:1, в силу чего она всегда повёрнута к Земле одной стороной. Из-за прилива так же и Меркурий находится в ловушке спин-орбитального резонанса 3:2 с Солнцем. По той же причине считается, что многие экзопланеты захвачены в более высоких спин-орбитальные резонансы со своими родительскими звездами.